# Покрајина Натал
Покрајина Натал (енгл. Province of Natal, порт. Província de Natal) је била покрајина Јужноафричке Републике у периоду од 1910 до 1994. године.
Назив Натал на португалском језику значи „божић”.
Главни град покрајине је био Питермарицбург, а највећи град покрајине Дурбан.
Cа већинском енглеском говорном популацијом Натал је била једина покрајина која је на референдуму за стварање републике 1960. године гласала против.
Након реформи 1994. године стара покрајина Натал је укључена у нову покрајину Квазулу-Натал.